# Xiph QuickTime Components
Xiph QuickTime Components (XiphQT), es la implementación de la Fundación Xiph.Org del contenedor Ogg junto con los códecs Vorbis, Theora, FLAC y Speex para QuickTime.
Básicamente es la solución para los usuarios de Mac OS X y Windows que desean usar los formatos de Xiph.Org en cualquier aplicación basada en QuickTime, por ejemplo, reproducir Ogg Vorbis en iTunes.